# Golf de Besançon
Le Golf de Besançon est un golf de 18 trous, par 72 d'une longueur de 6 071 m à La Chevillotte (15km à l'ouest de Besançon).   

## Description
Dessiné en 1968 par Michael Fenn, le parcours épouse la nature existante dans un parc de 200 hectares boisé par des quantités d’arbres aux différentes essences. 
|  |  |  |

|  |  |  |

## Niveau
- Tout niveau